# Thomas Richter (Fußballspieler, 1970)
Thomas Richter (* 1. November 1970 in Waiblingen) ist ein ehemaliger deutscher Fußballspieler.

## Karriere
Beim SGV Hochdorf, in Remseck am Neckar, begann Richter mit dem Fußballspielen im Verein. 1980 wechselte er zum VfB Stuttgart. 1989 rückte der gelernte Offset-Drucker in die Amateurmannschaft des VfB (Verbandsliga Baden-Württemberg) auf. 1990 stieg er mit seiner Mannschaft in die Oberliga Baden-Württemberg auf und absolvierte dort 1990/91 30 Spiele.
1991 unterschrieb der meist mit Defensivaufgaben betraute Richter einen Vertrag bei den Stuttgarter Kickers und wurde somit Bundesligaspieler. Gleich am ersten Spieltag debütierte er in Deutschlands höchster Fußball-Liga und hatte auch im weiteren Verlauf der Saison unter Trainer Rainer Zobel meistens einen Stammplatz inne (31 Spiele mit einem Torerfolg am 11. Spieltag gegen Hansa Rostock). Am Ende der Saison stieg man allerdings in die 2. Liga ab. In der folgenden Zweitligasaison spielte Richter nur neun Mal und wechselte in die Oberliga Baden-Württemberg zum SSV Reutlingen 05, wo er wieder Stammspieler war und 1994 die Qualifikation für die neugegründete Regionalliga Süd feiern konnte. Auch hier hatte er regelmäßige Einsätze; die Mannschaft erreichte mit einem 14. Tabellenplatz den Klassenerhalt. 1993/94 hatte er unter vier Trainern bei Reutlingen gespielt (Rainer Adrion, Manfred Vöhringer, Hermann Rudolf und Thomas Winter), 1994/95 waren es drei (Hans Hein, Interimstrainer Jürgen Schlaich und Wilfried Gröbner). Zur Spielzeit 1995/96 ging er zum TSV Vestenbergsgreuth. Das Team von Trainer Paul Hesselbach trat ebenfalls in der Regionalliga Süd an. Man erreichte den 6. Platz und Richter stand in 33 von 34 Spielen auf dem Platz. Wie schon zuvor beim SSV Reutlingen verhinderte nur eine Sperre die Teilnahme an allen Ligaspielen. 1996 trat die Fußballabteilung des TSV Vestenbergsgreuth der SpVgg Fürth bei. Richter war einer von sieben Spielern aus der Vestenbergsgreuther Mannschaft, die 1996/97 im Regionalliga-Kader des in SpVgg Greuther Fürth umbenannten Vereins standen. Armin Veh führte die Mannschaft auf den zweiten Platz und damit zum Aufstieg in die 2. Bundesliga. Richter, der mit 31 Spielen und drei Toren daran seinen Anteil hatte, wechselte nach Saisonende zum Nachbarn 1. FC Nürnberg, der gerade Meister der Regionalliga Süd geworden war und somit zusammen mit Fürth aufstieg. Seine Beweggründe erläuterte er wie folgt: „Der Club hatte und hat immer noch die besseren Zukunftsperspektiven als die Fürther. Außerdem ist es einfach der Traditionsverein, eben der Club.“ Auf Anhieb war er auch beim „Club“ gesetzt, was sich auch nach dem Trainerwechsel von Willi Entenmann zu Felix Magath vorerst nicht änderte. Der FCN schaffte mit 59 Punkten und dem dritten Tabellenplatz den Durchmarsch von der Regionalliga in die Bundesliga. Richter spielte kurz vor Saisonende 1997/98 mit dem Gedanken, zum TSV 1860 München zu wechseln. Der Wechsel wurde ihm von Magath verweigert. Später verkündete er, zur neuen Saison zum Hamburger SV zu wechseln, woraus aber auch nichts wurde. Sein Verhalten zog Kritik von Felix Magath nach sich. Im November 1998 ging er schließlich doch zu 1860 München. Bei den Löwen wurde er nach einem Fehler im Spiel gegen den VfL Bochum (25. Spieltag) von Werner Lorant suspendiert. Dies bedeutete den Karriereknick. Erst im Dezember 1999 kam ein Wechsel zustande: Er unterschrieb beim Nord-Regionalligisten 1. FC Magdeburg.
Im Dezember 2000 kehrte er zur SpVgg Greuther Fürth zurück. In einem Testspiel gegen den SSV Jahn Regensburg zog er sich eine Verletzung zu, sodass er letztendlich bis Saisonende kein Zweitligaspiel für die Fürther absolvierte. Sein Vertrag wurde nicht verlängert und er schloss sich dem FC Augsburg (Bayernliga) an. Dort spielte er 2001/02 nur fünf Mal und ging anschließend nach Nordrhein-Westfalen zum Bonner SC. Hier erzielte er bis zur Winterpause in 15 Oberligaspielen drei Treffer und kehrte danach aus privaten Gründen wieder in die Nähe der Region Franken zurück. Er wechselte zum TSV Crailsheim in die Verbandsliga Württemberg, wo er bis Saisonende spielte. Es folgte ein Wechsel zum SC 04 Schwabach in die Bayernliga.
Ab 2005 spielte er bei unterklassigen Mannschaften, namentlich bei den Vereinen 1. FC Schnaittach (Landesliga Bayern Mitte), FC Ingolstadt (zweite Mannschaft; Bezirksoberliga Oberbayern und Landesliga Bayern Süd), TSV Rohrbach (Kreisliga 1 Oberbayern Donau/Isar und Bezirksliga Oberbayern Nord; Spielertrainer), Türkischer SV Ingolstadt (Kreisliga 1 Oberbayern Donau/Isar und Bezirksliga Oberbayern Nord, Spielertrainer) und von 2009 bis 2011 beim FC Pipinsried in der Landesliga Bayern Süd.

### Statistik
| Liga                       | Spiele (Tore) |
| -------------------------- | ------------- |
| Bundesliga                 | 47 0(2)       |
| 2. Bundesliga              | 41 0(3)       |
| Regionalliga Nord          | 13 0(0)       |
| Regionalliga Süd           | 96 (12)       |
| Oberliga Baden-Württemberg | 62 0(6)       |
| Oberliga Bayern            | 48 0(3)       |
| Oberliga Nordrhein         | 14 0(3)       |
| Wettbewerb                 |               |
| DFB-Pokal                  | 06 0(0)       |

## Privates
Richter ist geschieden und hat ein Kind. Als Hobbys gibt er Tennis, Golf und Kochen an. Er arbeitet momentan (2010) als Verkäufer und lebt in Ingolstadt.